# 善五郎の滝
善五郎の滝（ぜんごろうのたき）は、長野県松本市安曇鈴蘭にある滝。

## 概要
小大野川にかかる長野県道84号乗鞍岳線の鈴蘭橋から少し下ったところにある。落差21.5m、幅8mで、幅いっぱいに平均して水が落ちる端正な滝である。東向きであるため、朝日に輝き、虹が現れることも多い。県道から滝見台への通路が整備されている。乗鞍岳の麓、乗鞍高原上部に位置し、三本滝、番所大滝とともに「乗鞍三滝」と称される。滝の名前は、イワナに引き込まれて滝壺に落ちた釣り師「善五郎」からつけられたと言われる。
県道からの入り口である「鈴蘭橋バス停」付近には駐車場・トイレがある。県道から滝見台への通路が整備されている。滝見台からは、下流への散策路も整備されている。

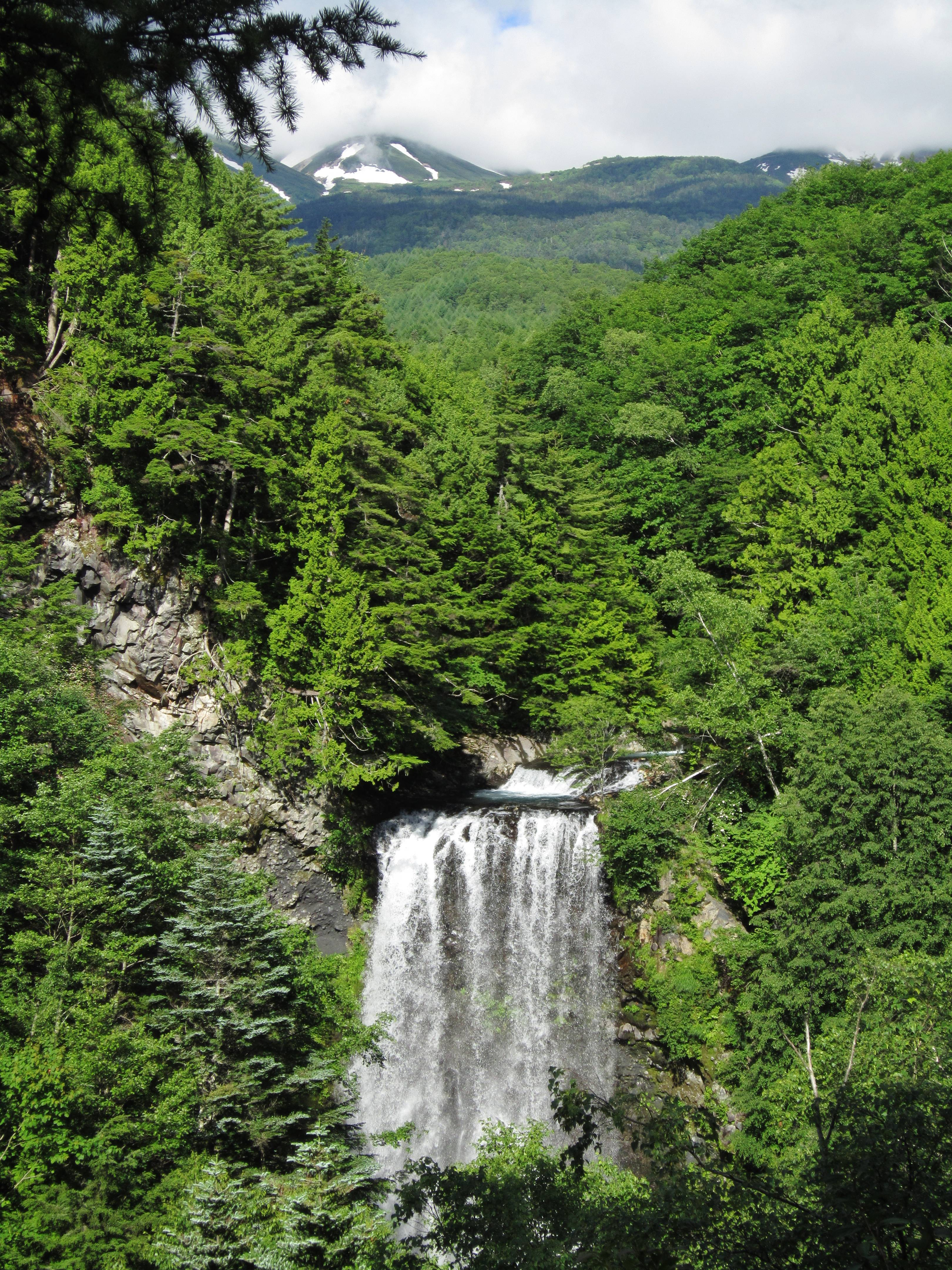
展望台より望む

## 交通アクセス
- アルピコ交通バス「鈴蘭橋バス停」から徒歩10分。